# Capas Negras
Pour plus de détails, voir Fiche technique et Distribution.
Capas Negras est un film portugais réalisé par Armando de Miranda en 1947.
C'est grâce à ce film qu'Amália Rodrigues est devenue une vedette dans le cinéma. Ce film détient le record d'affluence dans les salles portugaises, même à ce jour[réf. nécessaire].

## Fiche technique
- Titre original : Capas Negras
- Réalisation : Armando de Miranda
- Scénario : Alberto Barbosa, José Galhardo, Luis Galhardo
- Photographie : Octavio Bobone
- Montage : Armando de Miranda
- Pays d'origine : Portugal
- Format : Noir et blanc - 35 mm - 1,37:1 - Mono
- Durée : 103 minutes
- Date de sortie :
  - Portugal : 11 mai 1947

## Distribution
- Amália Rodrigues : Maria de Lisboa
- Alberto Ribeiro : José Duarte, un étudiant en droit
- Artur Agostinho : Manecas
- Vasco Morgado : Jorge
- Barroso Lopes : Coca-Bichinhos
- Humberto Madeira : Ja-Ca-Canta
- Antonio Sacramento : le juge
- Joaquim Miranda
- Graziela Mendes